# 工学マネジメント研究科
工学マネジメント研究科(こうがくマネジメントけんきゅうか）とは、工学技術のマネジメントに関して高度な開発研究と教育を行うことを目的とした大学院研究科のひとつ。
専門職大学院として、芝浦工業大学大学院に設置されている。2017年に募集停止。
公立諏訪東京理科大学大学院に「工学・マネジメント研究科」が設置され、同大学院では工学・マネジメント専攻が開設されており、この専攻にテクノロジーコース、社会システムコース、マネジメントコース、の各コースを開設している。
立命館大学大学院には「テクノロジー・マネジメント研究科」が設置されている。同大学院ではテクノロジー・マネジメント専攻が開設され、工学分野の技術経営と、社会の仕組み、マネジメントについて研究する。
大阪工業大学大学院には工学マネジメント・技術経営のプロセスである知的財産・特許に特化した専門職大学院として、知的財産専門職大学院を設置し、主に弁理士 (日本)の養成に注力している。